# Alfred Hermann Fried
Alfred Hermann Fried (født 11. november 1864 i Wien, død 4. maj 1921 samme sted) var en østrigsk pacifist og forfatter.
Han arbejdede fra 1883 i Berlin som boghandler. Senere begyndte han at publicere sit arbejde, og udgav fra 1892 sammen med Bertha von Suttner tidsskriftet Die Waffen nieder! (Ned med våbnene!). I tidsskriftet Die Friedenswarte, udgivet fra 1899, forklarede han sine pacifistiske idéer. Han var en af grundlæggerne af Deutsche Friedensgesellschaft og arbejdede for en international organisation for at sikre freden. I 1911 fik han Nobels fredspris sammen med hollænderen Tobias Michael Carel Asser. Under 1. verdenskrig boede han i Schweiz, og han døde i 1921 i fødebyen Wien.

## Udvalgte værker
- Handbuch der Friedensbewegung (1905)
- Die Grundlagen des revolutionären Pacifismus (1908)
- Das internationale Leben der Gegenwart (1908)
- Kurze Aufklärungen über Wesen und Ziel des Pacifismus (1914)
- Der Weltprotest gegen den Versailler Frieden (1919)